# Урбанкрест (Огайо)
Урбанкрест (англ. Urbancrest) — селище (англ. village) в США, в окрузі Франклін штату Огайо. Населення — 1031 особа (2020).

## Географія
Урбанкрест розташований за координатами 39°54′5″ пн. ш. 83°5′17″ зх. д. / 39.90139° пн. ш. 83.08806° зх. д. (39.901524, -83.088184).  За даними Бюро перепису населення США в 2010 році селище мало площу 1,55 км², з яких 1,55 км² — суходіл та 0,00 км² — водойми.

## Демографія
Згідно з переписом 2010 року, у селищі мешкало 960 осіб у 337 домогосподарствах у складі 237 родин. Густота населення становила 620 осіб/км².  Було 367 помешкань (237/км²).
Расовий склад населення:
| - 55,1 % — чорних або афроамериканців - 26,4 % — білих - 8,8 % — вихідців з тихоокеанських островів - 2,9 % — азіатів - 0,1 % — корінних американців |

До двох чи більше рас належало 5,8 %. Частка іспаномовних становила 3,8 % від усіх жителів.
За віковим діапазоном населення розподілялося таким чином: 38,1 % — особи молодші 18 років, 54,5 % — особи у віці 18—64 років, 7,4 % — особи у віці 65 років та старші. Медіана віку мешканця становила 25,3 року. На 100 осіб жіночої статі у селищі припадало 81,8 чоловіків;  на 100 жінок у віці від 18 років та старших — 70,2 чоловіків також старших 18 років.
Середній дохід на одне домашнє господарство  становив 31 096 доларів США (медіана — 18 438), а середній дохід на одну сім'ю — 40 221 долар (медіана — 35 938). Медіана доходів становила 23 839 доларів для чоловіків та 29 327 доларів для жінок. За межею бідності перебувало 43,5 % осіб, у тому числі 60,4 % дітей у віці до 18 років та 28,8 % осіб у віці 65 років та старших.
Цивільне працевлаштоване населення становило 321 осіб. Основні галузі зайнятості: виробництво — 21,5 %, транспорт — 15,9 %, освіта, охорона здоров'я та соціальна допомога — 15,3 %.